# NGC 321
NGC 321 is een balkspiraalstelsel in het sterrenbeeld Walvis. NGC 321 staat op ongeveer 199 miljoen lichtjaar van de Aarde.
NGC 321 werd op 27 september 1864 ontdekt door de Duitse astronoom Albert Marth.

## Synoniemen
- PGC 3443
- MCG -1-3-43
- NPM1G -05.0031